# Дубовый (Белгородская область)
Дубовый — хутор в Прохоровском районе Белгородской области. Входит в состав Призначенского сельского поселения.

## География
Находится в северной части Белгородской области, в лесостепной зоне, в пределах юго-западного склона Среднерусской возвышенности, к востоку от автодороги 14Н-553, на расстоянии примерно 6 километров (по прямой) к северо-востоку от Прохоровки, административного центра района. Абсолютная высота — 244 метра над уровнем моря.

## История
В 1870—1880-х годах государственные крестьяне слободы Коломыцевой основали хутор Дубовый. Местом для хутора было выбрано известное с 1702 года так называемая Дубровка, служившая ориентиром для однодворцев села Ольховатого (Подольхи) для сенных покосов. Согласно переписи населения, на момент 1916 года на хуторе размещалось 10 дворов.
С приходом коллективизации на хуторе образовался колхоз имени Буденного, просуществовавший до 1950 года, впоследствии произошло слияние в объединенный колхоз имени Энгельса Гусек-Погореловского сельсовета Прохоровского района Курской области.
С 30-х годов по 1940-е хутор Дубовый входил в Гусек-Погореловский сельский Совет Прохоровского района, а позже в Призначенский сельский Совет, в который вошли также и остальные населенные пункты бывшего Гусек-Погореловского сельсовета.
В годы Великой Отечественной войны жители хутора, оставшиеся в тылу, принимали участие в строительстве железной дороги Старый Оскол-Ржава.

### Климат
Климат характеризуется как умеренно континентальный, с относительно мягкой зимой и тёплым продолжительным летом. Среднегодовая температура воздуха — 5,4 °C. Средняя температура воздуха самого холодного месяца (января) — −9,2 °C; самого тёплого месяца (июля) — 16,4 — 24,3 °C. Безморозный период длится в среднем 155—160 дней. Годовое количество атмосферных осадков — 527—595 мм, из которых большая часть выпадает в тёплый период.

### Часовой пояс
Хутор Дубовый как и вся Белгородская область, находится в часовой зоне МСК (московское время). Смещение применяемого времени относительно UTC составляет +3:00.

## Население
| 2002 | 2010 |
| ---- | ---- |
| 30   | ↘19  |

### Половой состав
По данным Всероссийской переписи населения 2010 года в гендерной структуре населения мужчины составляли 47,4 %, женщины — соответственно 52,6 %.

### Национальный состав
Согласно результатам переписи 2002 года, в национальной структуре населения русские составляли 87 %.